# Herpetogramma fluctuosalis
Herpetogramma fluctuosalis es una especie de polilla del género Herpetogramma, categorizada en la tribu Herpetogrammatini, de la subfamilia Spilomelinae. Fue descrita por Julius Lederer en 1863.

## Descripción
La envergadura es de 22-25 mm.

## Distribución
Se distribuye por América del Norte: Estados Unidos y México.